# Marcos (ur. 1974)
Marcos Paulo Souza Ribeiro (ur. 21 marca 1974) – brazylijski piłkarz występujący na pozycji napastnika.

## Życiorys
Seniorską karierę rozpoczął w 1991 roku w Botafogo FR. W 1993 roku wystąpił w ośmiu meczach Campeonato Brasileiro Série A, debiutując 11 września w wygranym 1:0 meczu z SC Internacional. W tym samym roku uczestniczył w siedmiu meczach Copa CONMEBOL, zdobywając z klubem to trofeum. W 1995 roku został zawodnikiem Joinville EC. W 1997 roku został na krótko wypożyczony do Grêmio Foot-Ball Porto Alegrense, a następnie przeszedł do Criciúma EC, gdzie występował do końca 1998 roku. Z Criciúmą zdobył w 1998 roku Campeonato Catarinense. Następnie ponownie został zawodnikiem Joinville EC, a w 2000 roku grał w EC Bahia, występując w pięciu meczach Série A. W 2001 roku przeszedł do Vegalty Sendai, występującej wówczas w drugiej lidze japońskiej. W 2001 roku awansował wraz z klubem do J.League Division 1, a sam Marcos z 34 golami został królem strzelców ligi. W J.League Division 1 zadebiutował 3 marca 2002 roku w wygranym 1:0 meczu z Tokyo Verdy. W sezonie 2002 zdobył 18 goli w 24 meczach ligowych, jednak rok później wystąpił jedynie w trzech spotkaniach ligowych, a jego klub spadł wówczas z ligi. W Vegalcie grał do 2004 roku. W 2006 roku grał jeszcze w Joinville EC, z którym wygrał wówczas Divisão Especial ligi Campeonato Catarinense. Następnie zakończył karierę.

## Statystyki ligowe
| Sezon    | Klub           | Liga                          | Mecze | Gole |
| -------- | -------------- | ----------------------------- | ----- | ---- |
| 1993 (j) | Botafogo FR    | Campeonato Brasileiro Série A | 8     | 0    |
| 1997     | Criciúma EC    | Campeonato Brasileiro Série A | 8     | 1    |
| 2000     | EC Bahia       | Campeonato Brasileiro Série A | 5     | 0    |
| 2001     | Vegalta Sendai | J.League Division 2           | 40    | 34   |
| 2002     | Vegalta Sendai | J.League Division 1           | 24    | 18   |
| 2003     | Vegalta Sendai | J.League Division 1           | 3     | 3    |
| 2004     | Vegalta Sendai | J.League Division 2           | 1     | 0    |